# Kodein
A kodein (INN: codeine) vagy 3-metil-morfin egy fenantrénvázas opioid analgeticum. Csökkenti a köhögés- és a légzésközpont ingerlékenységét. Megtalálható mind a zöld, mind pedig a száraz mákgubó tejnedvében, ahol 0,3-3% közötti mennyiségben van jelen. Először Kabay János vonta ki a kodeint a mákgubóból, a morfiummal és a papaverinnel együtt. A kodeint az ópium második legfontosabb alkaloidjaként tartják számon. A kodein tehát a természetes opiát alkaloidok közé tartozik. A neve a görög „kodeia” = „mákgubó” szóból származik.
A VIII. Magyar Gyógyszerkönyvben  Codeinum     néven hivatalos.  

## Gyógyszerkönyvi anyagok
Hivatalos anyagok (Ph.Hg.VIII.)
| Kodein                        | Codeinum                          |
| Kodein-foszfát-hemihidrát     | Codeini phosphas hemihydricus     |
| Kodein-foszfát-szeszkvihidrát | Codeini phosphas sesquihydricus   |
| Kodein-hidroklorid-dihidrát   | Codeini hydrochloridum dihydricum |

## Hatásai
A kodein a morfinhoz hasonlóan a fájdalomküszöböt emeli, csökkenti a fájdalominger okozta motoros és vegetatív reakciókat, továbbá a corticalis area érzékenységét.
Az analgetikus hatás a központi idegrendszerben levő ópium receptorok stimulálásán alapul. Erre a kodein közvetlenül csak rendkívül kis mértékben képes, hatását jelentős részt úgy fejti ki, hogy a szervezetben demetilálódik, így 5-15%a - egyéntől függően - morfinná alakul, ezután tulajdonképpen maga a morfin hat és bomlik le glukózzal kapcsolódva, legnagyobb részt a vizelettel távozva. Hatásának időtartama is egyénenként változó, 6 óra alatt nagyrészt lebomlik. A kodein tehát morfinná alakulva hat a központi idegrendszerre, főleg a mű-opiát receptorok agonistájaként csökkenti a légzés intenzitását, a köhögési ingert és a bélmozgásokat. Oldja a különféle görcsöket és csökkenti a fájdalmakat. Eufóriát - a legtöbb ópiáttól eltérően - csak nagyobb, 100 mg feletti adagban okoz. Halálos adagja 800-1200mg. Mindezek mellett a kodein közvetlenül is hat - bár minimális mértékben a perifériás opiát receptorokra, például a gastrointestinalis traktus simaizomzatában, főleg a záróizmok és a gyomor görcsét oldja. Hatása a morfinhoz viszonyítva 1/8-ad 1/12-ed rész, függően attól, hogy egyénenként milyen mértékben alakul át. A paracetamol vagy ibuprofen és a kodein kombinált termékeit nem-gyulladásos eredetű fájdalom ideiglenes enyhítésére lehet használni, ilyen például a műtét utáni, a poszt-traumatikus, neuropátiás fájdalom, vagy a fájdalomérző idegek fájdalma. Ilyen kombinált paracetamol - ibuprofen - kodein készítmények több országban vény nélküli (!) teljesen legális forgalomban vannak, pl. Kanada, Ausztrália, de szomszédos országaink közül is kiemelkedő Szerbia és Szlovákia, rendre a Caffetim és a Panadol Ultra vény nélküli, de kodein tartalmú készítményeikkel. Megjegyzendő, hogy ezen országokban sem több a kodeinfüggő morfinista statisztikailag (csekély hatóanyagmennyiség), mint ott, ahol minden kodeintartalmú gyógyszer vényköteles; sőt, erre egy inverz példa is van: Amerikában, ahol minden kábító opioid típusú fájdalomcsillapító vényköteles, a gyógyszerlobbi hatására több tízezer ember vált igen erős szerek (pl.: oxikodon) legális élvezőjévé, majd rabjává.
Van bizonyos abúzuspotenciálja is, de a hozzászokás veszélye lényegesen kisebb, mint a morfinnál vagy a heroinnál. A rekreációs célú visszaélések során a kodeint bizonyos olyan gyógyszerekkel szedik együtt amelyek aktiválják a metilcsoport elvesztését és a kodein - morfin átalakulást a szervezetben. Ilyenek pl. a noxiron és némely barbiturát származék, ezek aktivizálják a szervezet metilátlebontó enzimjét is, enziminduktoroknak is nevezik őket.
Magyarországon a kodein egyrészt a Kábítószerek 2. jegyzékén (K2) szerepel és ezáltal kábítószernek minősül, másrészt a kodein a Kábítószertartalmú kivételek 3. jegyzékén (K3) is szerepel, vagyis az ott megadott mennyiségben illetve koncentrációban kodeint tartalmazó gyógyszerkészítmények nem minősülnek kábítószernek. A Büntető Törvénykönyv 461. § (1) ah) alpontja szerint a kodein csekély mennyiségének felső határa 1 gramm tiszta hatóanyag.
A gyógyászatban a kodeinnek mindig valamely sóját használják fel, hiszen maga a kodein, mint alkaloid vízben nem oldódik, csak savak hatására keletkező sói oldhatóak. Például szulfátját, mely 85,9%-nak megfelelő szabad kodein bázis hatásával egyenértékű, vagy foszfátját (73,6%), szalicilátját (68,6%).
Terápiásan egyszeri adagja 10-30 mg körüli, naponta maximum 120 mg. Felezési ideje a szervezetben 3-4 óra.